# Ramsey AFC
El Ramsey AFC es un equipo de fútbol de Isla de Man que juega en la Liga de Fútbol de la Isla de Man, la primera división de la isla.

## Historia
Fue fundado en el año 1885 en la ciudad de Ramsey, Isla de Man y es el equipo de fútbol más viejo y uno de los más exitosos de la isla, ganando la mayor parte de sus títulos a finales del siglo XIX e inicios del siglo XX.
Su primer trofeo lo ganó en 1891–92 cuando compartió la Manx FA Cup con el Peel. Ganó la copa en las siguientes dos temporadas. Ganó el título de liga cuatro veces seguidas entre 1898–99 y 1901–02, y ganó el título de liga otras seis veces antes de la Segunda Guerra Mundial. Su último título de liga lo ganó en la temporada 1951–52.
Ramsey descendió a la Division Two en 1985–86 al terminar en último lugar en la liga. Regresó a la primera división para descender nuevamente en la temporada 1990–91. Al año siguiente regresa a la primera división. Sin embargo, descendió en la temporada siguiente. En la temporada 2000–01 regresa a la primera división, solo para descender al año siguiente. Siguió rondando entre la primera y segunda división en los siguientes años como un equipo yo-yo. Ganó la Paul Henry Gold Cup venciendo al St Johns United 2–1 en la final y la Woods Cup al vencer al Union Mills 2–0 en la final En 2003–04 gana la Manx FA Cup al vencer al Castletown en la final en penales.

## Palmarés
- First Division One (11): 1898–99, 1899–1900, 1900–01, 1901–02, 1907–08, 1910–11, 1911–12, 1912–13, 1920–21, 1926–27, 1951–52
- Second Division (2): 2002–03, 2018-19
- Manx FA Cup (18): 1891–92, 1892–93, 1893–94, 1895–96, 1899–1900, 1900–01, 1904–05, 1906–07, 1907–08 1919–20, 1920–21, 1921–22, 1930–31, 1951–52, 1978–79, 1979–80, 1980–81, 2003–04
- Woods Cup (2): 1991–92, 2002–03
- Paul Henry Gold Cup: 1991–92, 2002–03, 2018-19